# جاكوبانية
الجاكوبانية (الاسم العلمي: Jakobea) هي طائفة من اللجفاوات.

## التصنيف
- الجاكوبيات
  - الهستيوناويات